# Xanxere (flygplats i Brasilien)
Xanxere är en flygplats i Brasilien.   Den ligger i kommunen Xanxerê och delstaten Santa Catarina, i den södra delen av landet, 1 300 km söder om huvudstaden Brasília. Xanxere ligger 868 meter över havet.
Terrängen runt Xanxere är kuperad åt sydost, men åt nordväst är den platt. Närmaste större samhälle är Xanxerê, 2,2 km väster om Xanxere.
I omgivningarna runt Xanxere växer huvudsakligen savannskog. Runt Xanxere är det ganska tätbefolkat, med 104 invånare per kvadratkilometer.